# 本因坊知伯
本因坊知伯（ほんいんぼう ちはく、宝永7年（1710年） - 享保18年8月20日（1733年9月27日））は江戸時代の囲碁棋士で、六世本因坊。武蔵国生まれ、本因坊道知門下、六段。本姓は井口、道知の甥にあたる。法名は日了。
父は武州多摩郡井草村の百姓井口半衛門で、母は本因坊道知の姉。享保7年（1722年）に、13歳四段格で本因坊道知の跡目となる。この年から御城碁に出仕。享保11年から部屋住みのまま十人扶持を受けるようになる。享保12年に道知が死去し、知伯が家督を継いで六世本因坊となる。しかし享保18年8月20日に突然卒倒し、家族が医師と各家元に急報したが、その参集を待たずに24歳で死去。急遽家元三家にて、門人で奥州帰郷途中であった18歳五段の佐藤秀伯を家督と定めて寺社奉行に跡目届けを出し、呼び戻した秀伯の帰府後に相続させて七世本因坊とした。墓所は杉並区の妙正寺で、1983年に杉並区指定史跡文化財となっている。
本因坊家は、六世知伯24歳、七世秀伯26歳、八世伯元29歳と、三代続けて当主がいずれも六段位で早世して七段に至らず、この30年ほどの時期は本因坊家衰微の時代とも、碁道中衰の時代とも呼ばれる。

## 御城碁戦績
- 享保7年(1722年) 先番6目勝 井上策雲因碩
- 享保8年(1723年) 先番ジゴ 林朴入門入
- 享保10年(1725年) 先番1目負 井上友碩、二子番6目勝 林因長門入
- 享保11年(1726年) 先番ジゴ 井上策雲因碩
- 享保12年(1727年) 先番ジゴ 安井仙角
- 享保13年(1728年) 先番2目勝 林因長門入
- 享保15年(1730年) 白番4目負 井上春碩因碩
- 享保16年(1731年) 先番3目勝 井上春碩因碩
- 享保18年(1733年) 白番4目負 井上春碩因碩